# HD 7924 b
HD 7924 b هو كوكب خارج المجموعة الشمسية مؤكد يدور حول النجم HD 7924 وهو نجم من نجوم النسق الأساسي النوع-K يقع على بعد 54 سنة ضوئية تقريباً في كوكبة ذات الكرسي . اكتشف الكوكب بواسطة قياسات السرعة الشعاعية وأعلن عن هذا الاكتشاف في 28 يناير 2009 وهو ثاني كوكب يكتشف في كوكبة ذات الكرسي. وتم اكتشاف كوكبين إضافيين في هذا النظام في عام 2015 .